# Abdoul Karim Yoda
Pour les articles homonymes, voir Yoda.
Abdoul Karim Yoda, né le 25 octobre 1988 à Annemasse, est un footballeur français, d'origine ivoirienne évoluant au poste d'ailier à Al-Wehda FC.

## Statistiques
| Saison      | Club        | Pays   | Ligue | Matchs /Buts | Coupe d'Europe |
| ----------- | ----------- | ------ | ----- | ------------ | -------------- |
| 2006 - 2007 | Servette FC | Suisse | ChL   | 9 / 1        | -              |
| 2007 - 2008 | Servette FC | Suisse | ChL   | 24 / 3       | -              |
| 2008 - 2009 | Servette FC | Suisse | ChL   | 22 / 0       | -              |
| 2009 - 2010 | FC Sion     | Suisse | ASL   | 20 / 1       | 1 match (C3)   |
| 2010 - 2011 | FC Sion     | Suisse | ASL   | 20 / 1       | -              |
| 2011 - 2012 | FC Sion     | Suisse | ASL   | 17 / 2       | -              |
| 2012 - 2013 | FC Sion     | Suisse | ASL   | 7 / 1        | -              |

## Palmarès
FC Sion
- Coupe de Suisse en 2011

 Astra Giurgiu
- Coupe de Roumanie en 2014